# Lewis et Clark (rivière)
Pour les articles homonymes, voir Lewis and Clark.
La Rivière Lewis et Clark (Lewis and Clark River) est un cours d'eau de 32 kilomètres de long dans l'ouest de l'Oregon aux États-Unis. Il se jette dans le Columbia.
La rivière est nommée d'après Meriwether Lewis et William Clark, responsables de l'expédition Lewis et Clark.